# Wonders of the Universe
Wonders of the Universe foi uma mini-série produzida pela rede britânica BBC e pela Science Channel em 2011. A mini-série foi produzida após o sucesso de uma outra mini-série, também apresentada por Brian Cox (físico), Wonders of the Solar System. A Mini-Série apresenta a história do Universo e as maravilhas que nele existem. A mini Série possui quatro episódios (cada um com uma hora de duração): Destino,que conta a história do fim do Universo, e a flecha do tempo. Poeira das Estrelas, narra a história de como a matéria que compõe o Universo foi criada. Caindo, fala sobre a força da Gravidade atuando no Universo. E mensageiros, que fala sobre a luz no Universo.